# Новодружеск
Новодру́жеск (укр. Новодру́жеськ) — город в составе Лисичанского горсовета на западе Луганской области Украины.

## Географическое положение
Расположен на холмистом правом берегу реки Северский Донец, с севера примыкает к Лисичанску.

## История
Посёлок Ново-Дружеское был основан в 1935 году в связи со строительством угольной шахты в ходе индустриализации СССР. 28 октября 1938 года получил статус посёлка городского типа
В ходе Великой Отечественной войны 10 июля 1942 года посёлок был оккупирован наступавшими немецкими войсками, но 2 сентября 1943 года — освобождён частями 279-й стрелковой дивизии РККА.
С 1950-х основой экономики являлась добыча каменного угля, построены две средние школы, начальная школа, школа рабочей молодёжи, библиотека и Дом культуры.
В 1963 году посёлок городского типа Новодружеское получил статус города районного подчинения.
В 1980-х основой экономики являлась добыча каменного угля, построены пивоваренный завод, общеобразовательные школы, больница, клуб и шесть библиотек. В конце десятилетия наступил кризис угледобывающей отрасли, закрылась шахта Тамашёвская, перебои выплат шахтёрских зарплат, социально-экономическое состояние города начало ухудшаться.
В январе 1989 года численность населения составляла 11 167 человек, основой экономики являлась добыча каменного угля.
В 1990-х город переживал экономический спад, закрылся завод по производству взрывчатки, начался отток населения.
В начале 2000-х город газифицирован.
На 1 января 2013 года численность населения составляла 7749 человек.
После начала вооружённого конфликта весной 2014 года город контролировался ЛНР, но 22 июля 2014 года был взят подразделениями Национальной гвардии Украины.
В 2019 году введена в строй новая лава на шахте «Новодружеская».
В 2022 году в ходе вторжения России на Украину город был взят под оккупационный контроль ВС РФ и НМ ЛНР.

## Население

### Языковой состав
По данным переписи 2001 года 40,86 % населения города указали украинский язык родным, 55,40 % — русский, 3,74 % — другие языки.

## Экономика
Добыча каменного угля — (ГОАО шахта «Новодружеская» ГП «Лисичанскуголь»).

## Транспорт
Город связан с Лисичанском, Рубежным и Привольем регулярным автобусным сообщением.

## Климат
Климат умеренно континентальный. Средняя температура самого теплого месяца (июля) составляет +21 °C, а самого холодного месяца (января) −7 °C. Зима сравнительно умеренная, с резкими восточными и юго-восточными ветрами, заморозками и частыми оттепелями, бывают бесснежными. Лето знойное, вторая его половина заметно сухая. Осень солнечная, теплая, сухая. Грунт плодородный, большей частью чернозём. Лесов мало — около 7 % территории области. Осадков за год 400—500 мм.

## Галерея

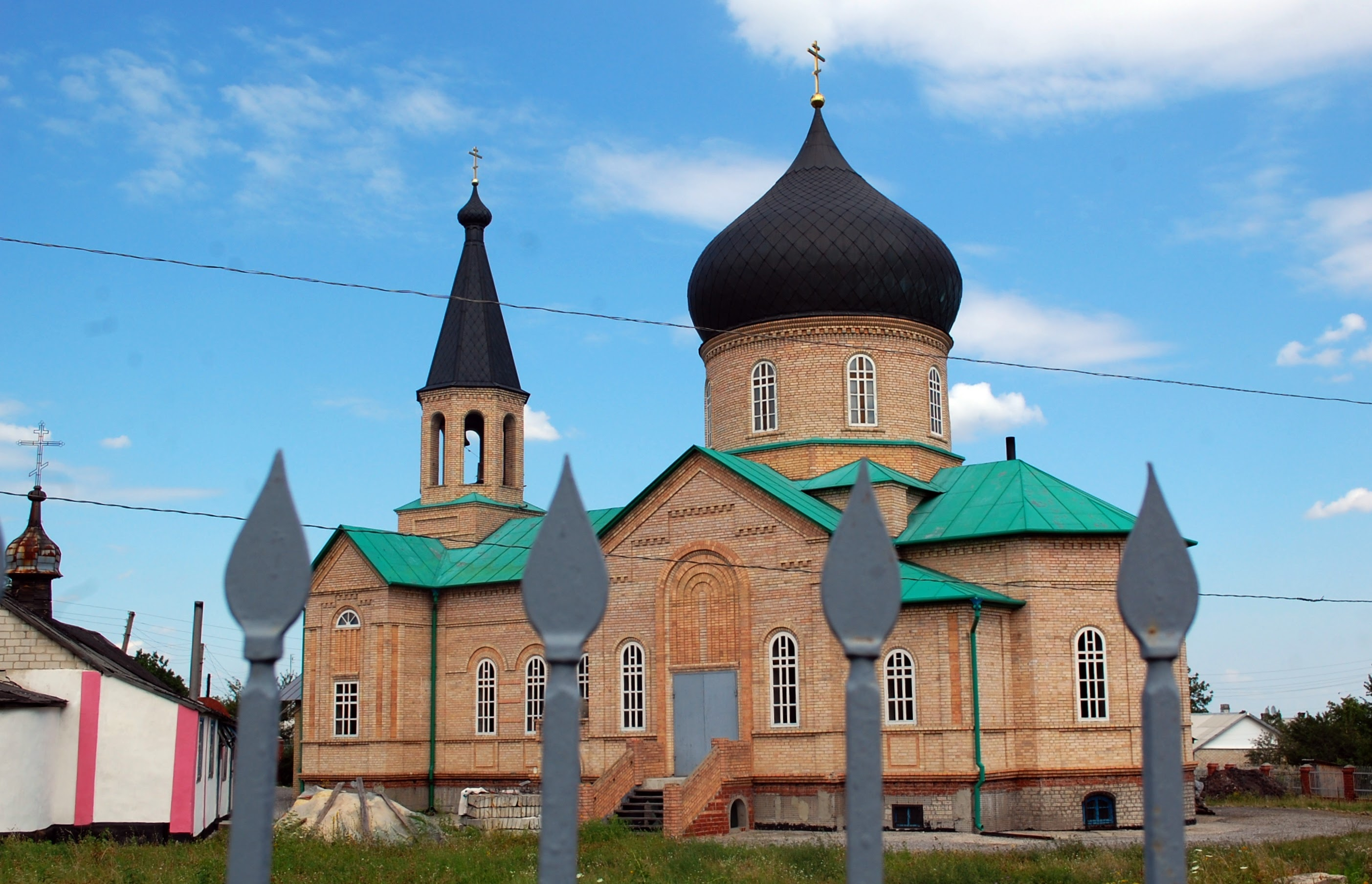
Храм
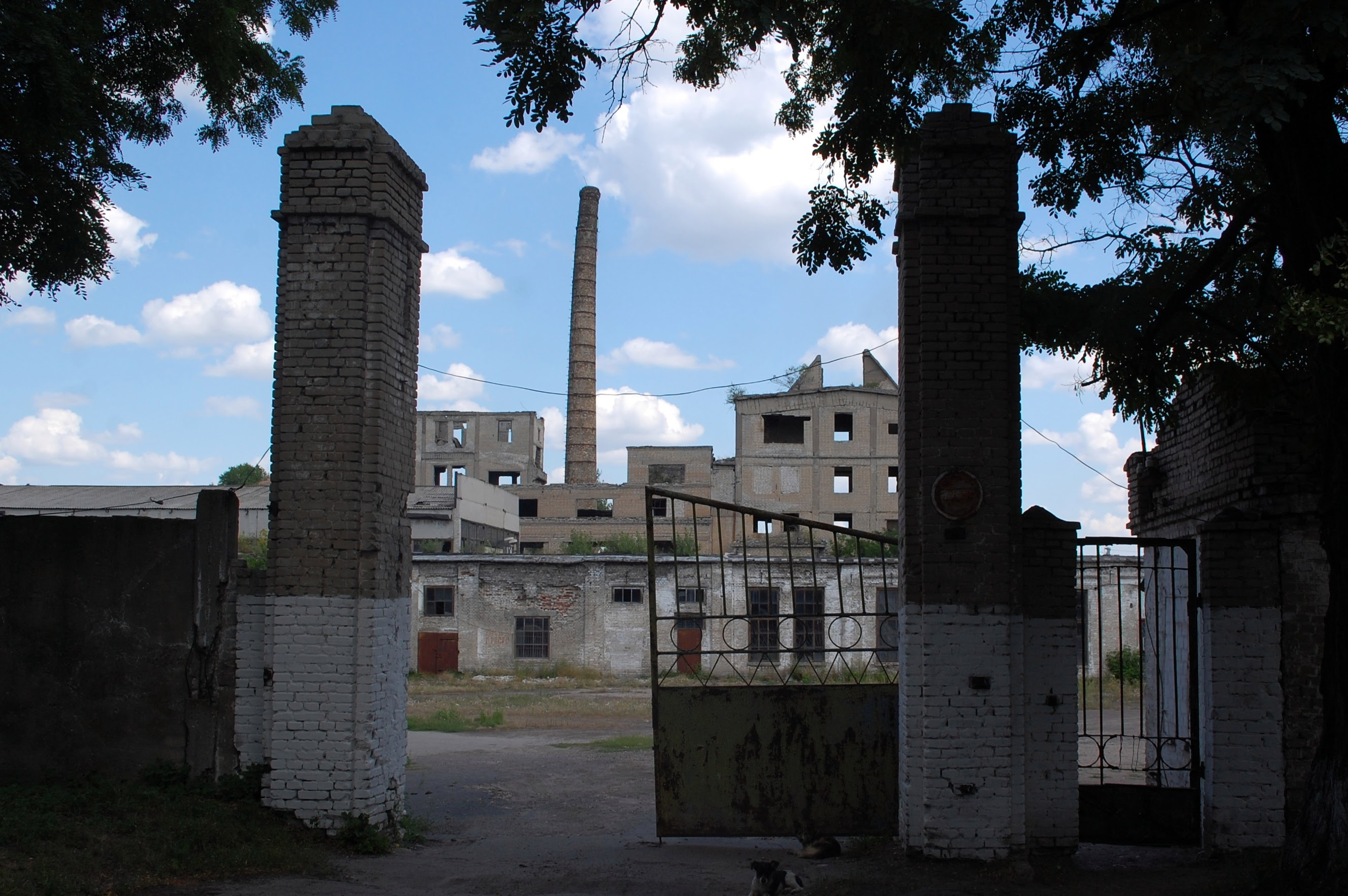
Бывшая шахта Томашевка-Южная
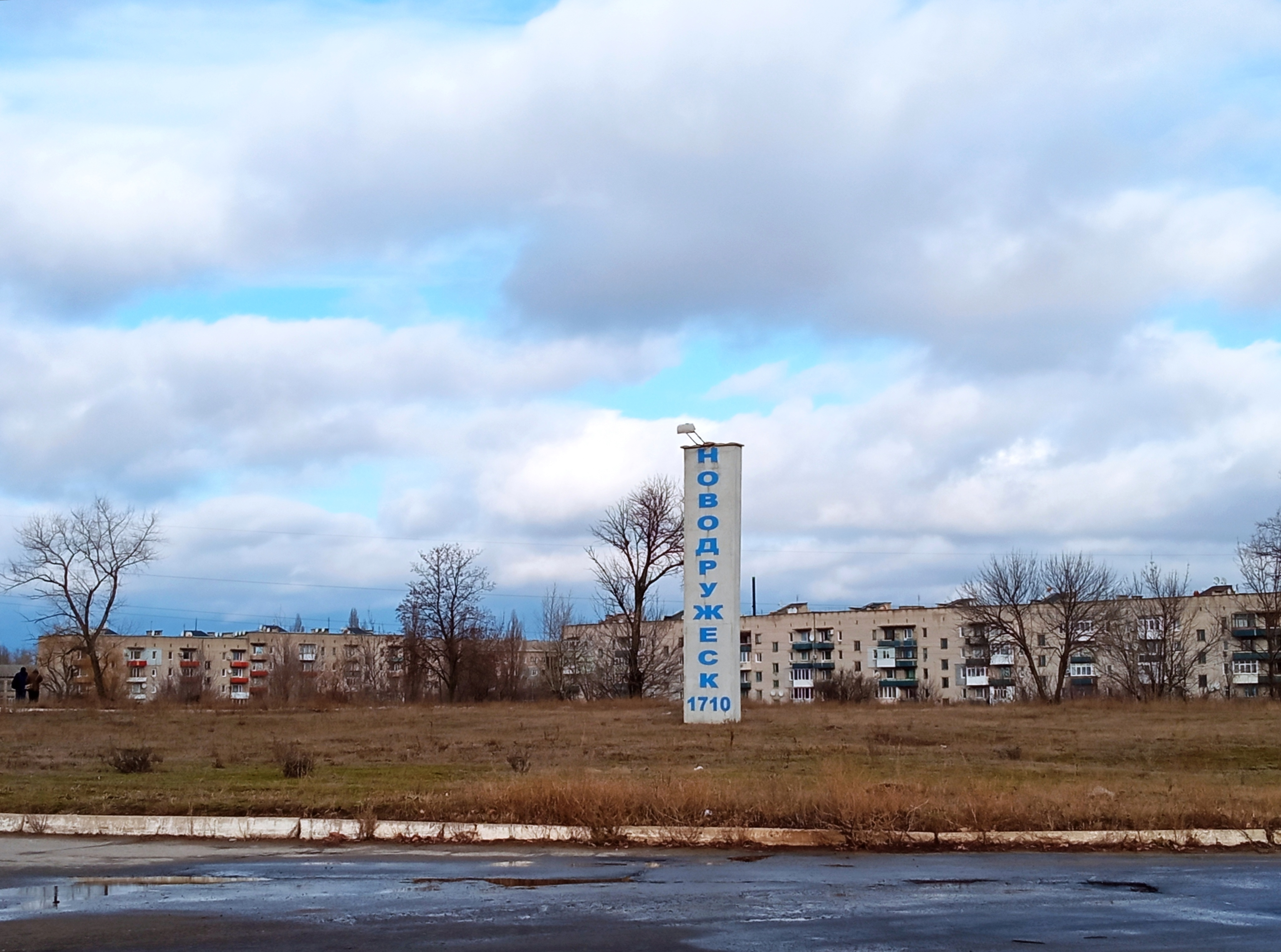
Стела на въезде в город
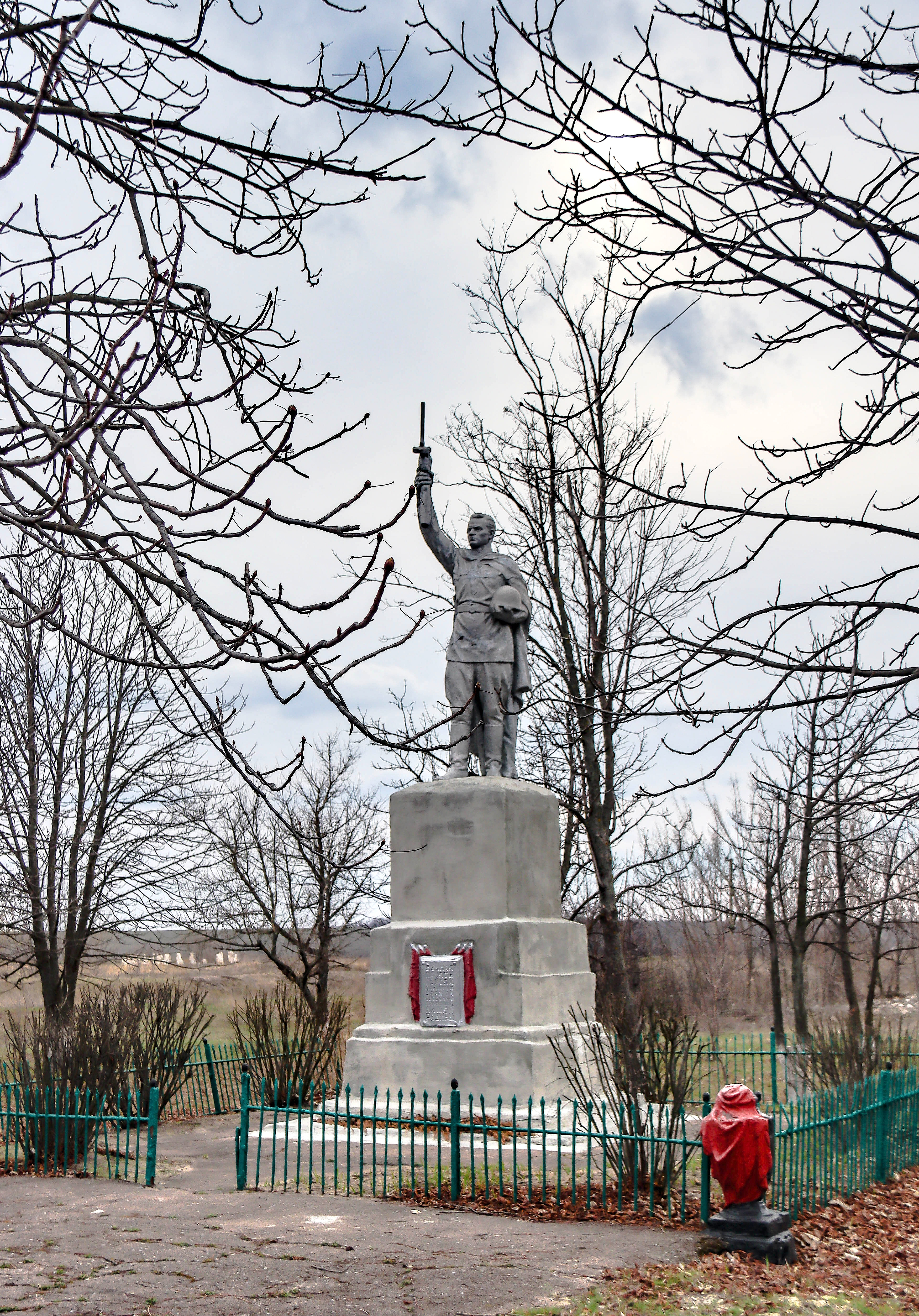
Братская могила советских воинов
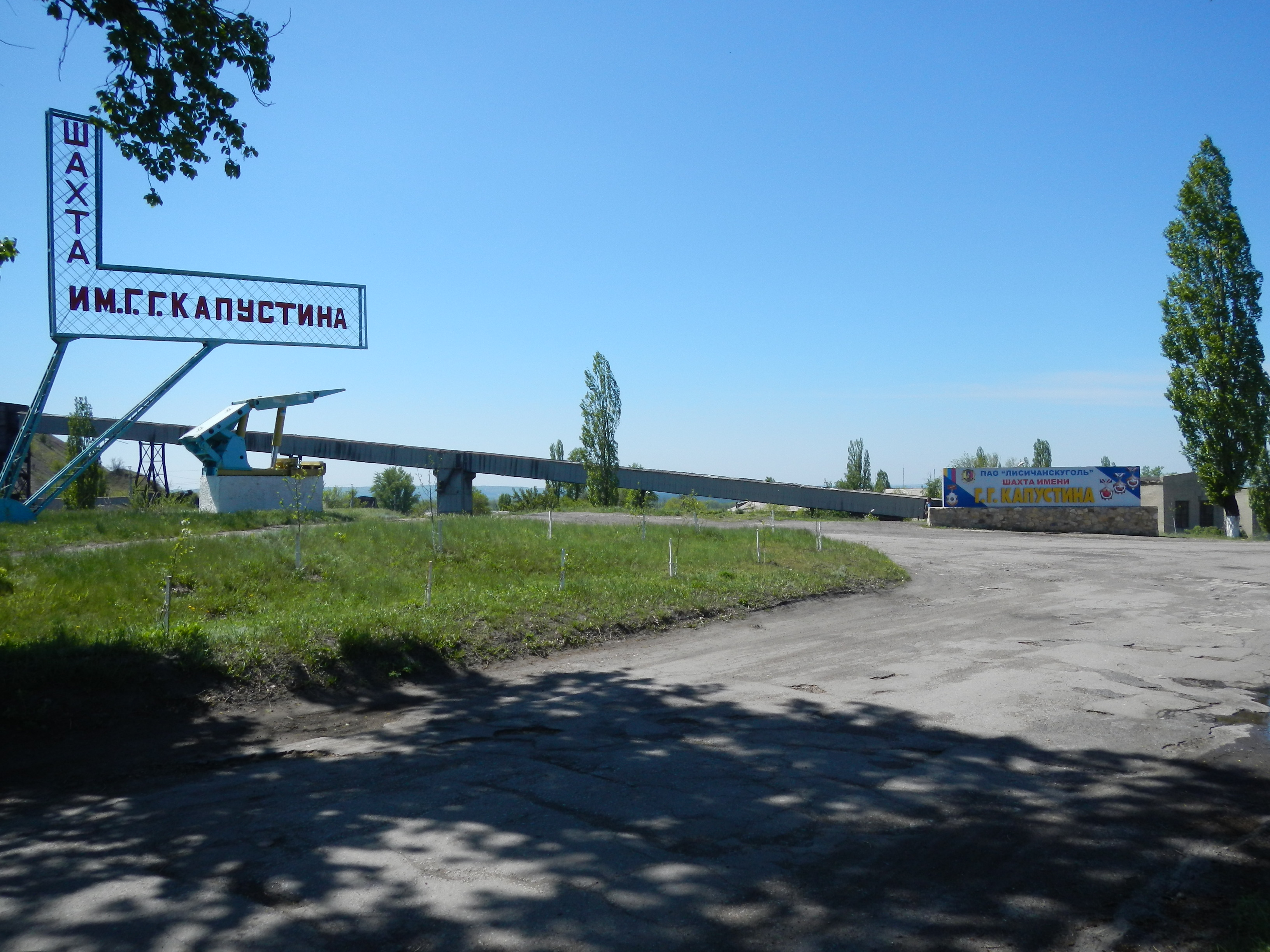
Новодруженская шахта "Капустина"
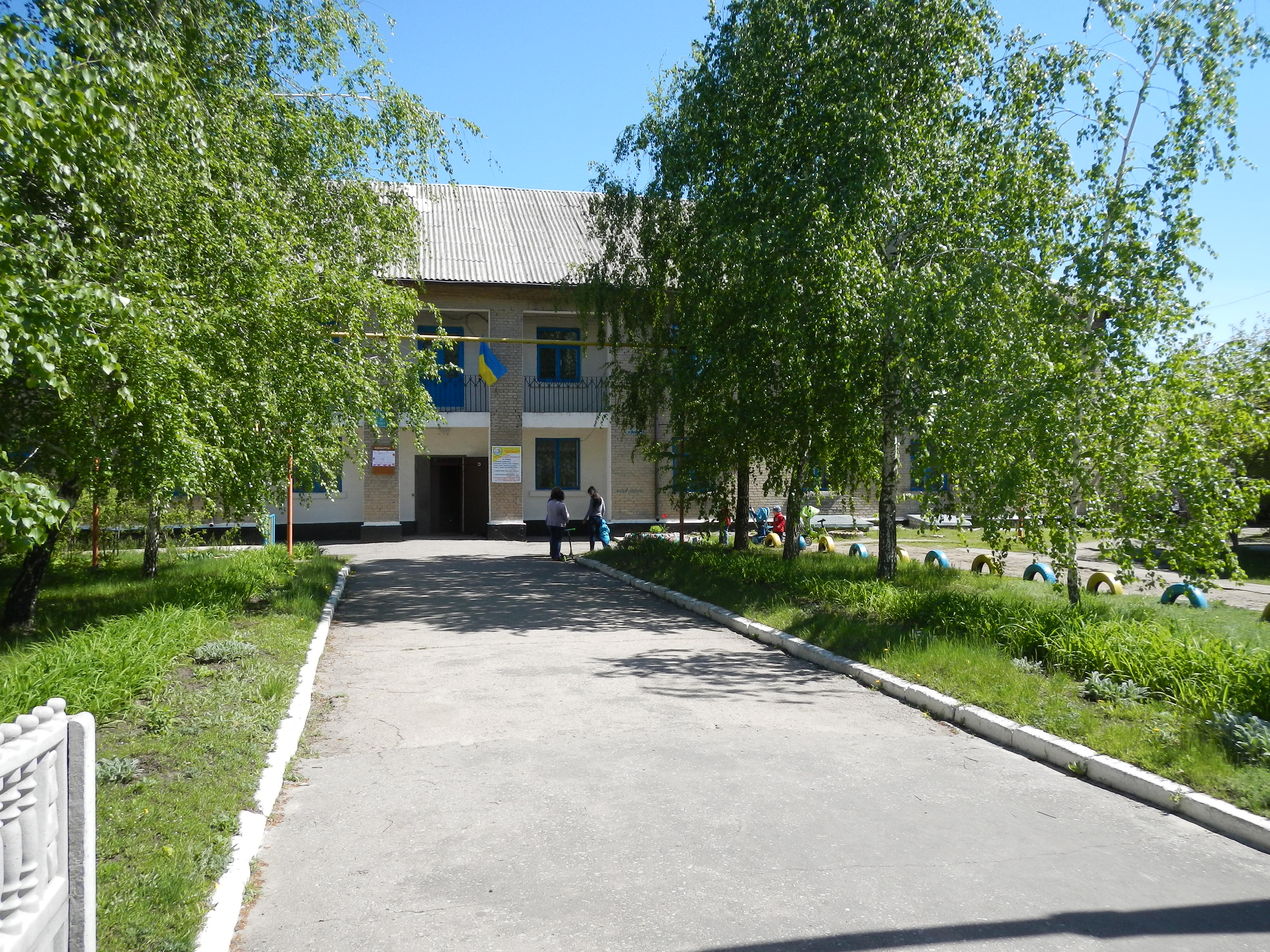
Детская школа искусств